# 长耳灯心草
长耳灯心草（学名：Juncus auritus）为灯心草科灯心草属的植物，是中国的特有植物。分布在中国大陆的云南省等地，生长于海拔2,450米的地区，常生长在山坡路旁，目前尚未由人工引种栽培。